# Feketefülű nyávogómadár

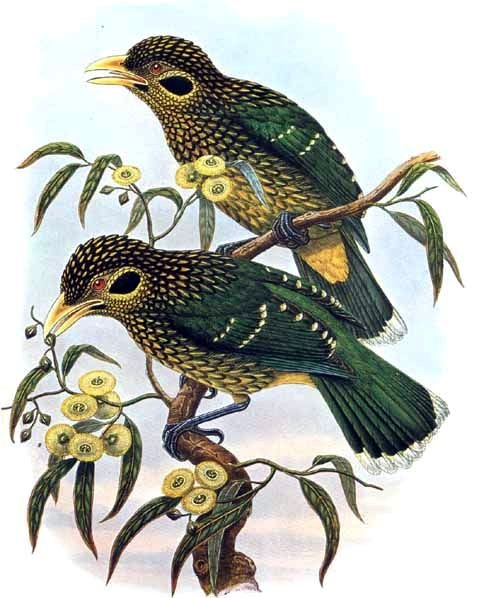

A feketefülű nyávogómadár (Ailuroedus melanotis) a madarak osztályának verébalakúak (Passeriformes)  rendjébe és a lugasépítő-félék (Ptilonorhynchidae) családjába tartozó faj.

## Rendszerezés
Besorolása vitatott, egyes rendszerbesorolások a vastagcsőrű nyávogómadár (Ailuroedus crassirostris) alfajaként sorolják be Ailuroedus crassirostris melanotis néven.

## Előfordulása
Új-Guinea szigetén, a szigetnek mind az Indonéziához, mind a Pápua Új-Guineához tartozó részén, valamint Ausztráliában honos.

## Alfajai
- Ailuroedus melanotis arfakianus vagy Ailuroedus crassirostris arfakianus A. B. Meyer, 1874
- Ailuroedus melanotis astigmaticus vagy Ailuroedus crassirostris astigmaticus Mayr, 1931
- Ailuroedus melanotis facialis vagy Ailuroedus crassirostris facialis Mayr, 1936
- Ailuroedus melanotis guttaticollis vagy Ailuroedus crassirostris guttaticollis Stresemann, 1922
- Ailuroedus melanotis jobiensis vagy Ailuroedus crassirostris jobiensis Rothschild, 1895
- Ailuroedus melanotis maculosus vagy Ailuroedus crassirostris maculosus E. P. Ramsay, 1875
- Ailuroedus melanotis melanocephalus vagy Ailuroedus crassirostris melanocephalus E. P. Ramsay, 1883
- Ailuroedus melanotis melanotis vagy Ailuroedus crassirostris melanotis (G. R. Gray, 1858)
- Ailuroedus melanotis misoliensis vagy Ailuroedus crassirostris misoliensis Mayr & Meyer de Schauensee, 1940

## Megjelenése
Testhossza 26-30 centiméter.

## Életmódja
Gyümölcsökkel, virágokkal és rovarokkal táplálkozik.

## Külső hivatkozások
- Képek az interneten a fajról
- Internet Bird Collection - videók a fajról. [2010. augusztus 20-i dátummal az eredetiből archiválva].